# Segunda invasión a Occidente
La Segunda invasión a Occidente fue una extensa campaña militar, de más de año y medio de duración, llevada a cabo por las fuerzas del Ejército Libertador de Cuba a mediados de la Guerra de los Diez Años (1868-1878). 

## Contexto histórico
El 10 de octubre de 1868 estalló en Cuba la Guerra de los Diez Años por la independencia de la isla. La guerra rápidamente se extendió del Oriente al Centro del país, pero no pudo alcanzar el Occidente. 
Tan temprano como en febrero de 1869, estalló un alzamiento en Jagüey Grande, Matanzas, en la región occidental, pero fue rápidamente aplastado por las fuerzas coloniales españolas de la zona. 
Posteriormente, en marzo de 1870, el Mayor general cubano Federico Fernández Cavada, decidió enviar un contingente bien armado, aunque algo exiguo, de aproximadamente 150 hombres, comandado por el habanero Luis de la Maza. Sin embargo, este primer intento de extender la guerra al Occidente fracasó, muriendo casi todos los hombres, incluyendo a Luis de la Maza. 
En la medida que iban transcurriendo los años y avanzando la guerra, se hacía evidente la necesidad de extender la guerra al Occidente por varias razones, como destruir la riqueza natural de esa región, que el enemigo aprovechaba para financiar la guerra, y también sumar a los independentistas cubanos de esa región al Ejército Libertador.

## Segunda invasión a Occidente
Inició el 1 de enero de 1875 y se vio excesivamente prolongada por la escasez de recursos y las indisciplinas entre las tropas cubanas. La campaña estuvo dirigida por el Mayor general dominicano Máximo Gómez y su segundo, el Brigadier estadounidense Henry Reeve, ambos al servicio de Cuba, además del Mayor general habanero Julio Sanguily. 
Los generales Gómez, Sanguily y Reeve, comandando una fuerza de varios miles de hombres, partieron desde la Provincia de Camagüey a comienzos del año 1875. 
Posteriormente, cruzaron la Trocha de Júcaro a Morón, ubicada en la frontera entre Camagüey y la Provincia de las Villas, adentrándose en territorio villareño, donde libraron varios combates importantes. 
Sin embargo, la invasión se estancó y Gómez fue expulsado del territorio de Las Villas, en mayo de 1876, por los oficiales cubanos de aquella región, que se negaban a combatir bajo el mando de un extranjero. 
Ya en marzo de ese mismo año, el General Sanguily había renunciado a continuar la campaña por razones similares. El Brigadier Reeve y sus hombres quedaron en el extremo más occidental de esa provincia, a cargo de importantes operaciones bélicas. 

## Consecuencias
Gómez y Sanguily regresaron al Camagüey. El primero ocupó otras responsabilidades hasta el fin de la guerra y el segundo fue comisionado por el gobierno de la República de Cuba en Armas para viajar al extranjero con la misión de regresar con una importante expedición de armas y hombres de refuerzo para las tropas cubanas, cosa que nunca sucedió por el fin de la guerra. 
Reeve fue muerto durante la Batalla de Yaguaramas, el 4 de agosto de 1876, dando por terminado el segundo intento cubano de invadir el Occidente de la isla. 
El fracaso de este segundo intento cubano de invadir el Occidente del país provocó a su vez un estancamiento en la guerra, la cual terminó en 1878. 
- Datos: Q56317842